# Coulaines
Coulaines é uma comuna francesa na região administrativa da Pays de la Loire, no departamento de Sarthe. Estende-se por uma área de 3,93 km². Em 2010 a comuna tinha 7 714 habitantes (densidade: 1 962,8 hab./km²).